# Saropogon albifrons
Saropogon albifrons är en tvåvingeart som beskrevs av Werner Back 1904. Saropogon albifrons ingår i släktet Saropogon och familjen rovflugor. Inga underarter finns listade i Catalogue of Life.
Arten har hittats i Mexiko.